# Le Champ-de-la-Pierre
Le Champ-de-la-Pierre là một xã thuộc tỉnh Orne vùng Normandie tây bắc nước nước Pháp. Xã này nằm ở khu vực có độ cao trung bình 238 mét trên mực nước biển.